# J to tha L-O!: The Remixes
J to tha L-O!: The Remixes je remixové album Jennifer López, které vyšlo 5. února 2002. Album se stalo nejlépe prodávaným remixovým albem všech dob a patří mu i zápis v Guinnessově knize rekordů.

## Seznam Písní
1. "Love Don't Cost a Thing" (RJ Schoolyard Mix featuring Fat Joe) – 4:18
2. " Ain't It Funny (Murder Remix)" (featuring Ja Rule and Caddillac Tah) – 3:49 Videoklip
3. "I'm Gonna Be Alright" (Track Masters Remix featuring 50 Cent) – 3:53
4. "I'm Real (Murder Remix)" (featuring Ja Rule) – 4:18 Videoklip
5. "Walking on Sunshine" (Metro Remix) – 5:50
6. "If You Had My Love" (Darchild Master Mix) – 4:11
7. "Feelin' So Good" (Bad Boy Remix featuring P. Diddy and G. Dep) – 4:27
8. "Let's Get Loud" (Pablo Flores Remix) – 5:29
9. "Play" (Sack International Remix) – 4:18
10. "Waiting for Tonight" (Hex's Momentous Radio Mix) – 4:32
11. "Alive" (Album Version) – 4:40

## Umístění ve Světě
| Hitparáda      | Umístění |
| -------------- | -------- |
| Austrálie      | 11       |
| Rakousko       | 11       |
| Francie        | 14       |
| Německo        | 4        |
| Izrael         | 4        |
| Itálie         | 6        |
| Mexiko         | 2        |
| Nový Zéland    | 3        |
| Švýcarsko      | 14       |
| Švédsko        | 39       |
| Velká Británie | 4        |
| USA            | 1        |

| Prodejnost | Počet     |
| ---------- | --------- |
| Celkem     | 3,000,000 |